# Musée du Palatin
Le musée du Palatin (en italien Museo Palatino), également appelé antiquarium du Palatin, est un musée situé sur le mont Palatin, à Rome. Créé dans la deuxième moitié du XIXe siècle, il abrite des sculptures, des fragments de fresque et du matériel archéologique découverts sur les lieux.

## Histoire
Le premier musée du Palatin est créé dans la deuxième moitié du XIXe siècle par Pietro Rosa, au rez-de-chaussée d'un bâtiment construit par les Farnèse. Il abrite des sculptures mises au jour pendant les fouilles menées pour le compte de Napoléon III. En 1882, le bâtiment est démoli par Rodolfo Lanciani pour permettre la jonction entre l'aire archéologique du Forum romain et celle du Palatin, cependant que les collections sont transférées au musée des Thermes de Dioclétien, après avoir été cataloguées par Gherardo Ghirardini.
Un nouveau musée est créé dans les années 1930 sur l'initiative de l'archéologue Alfonso Bartoli, directeur des fouilles du Palatin et découvreur de nombreux objets sur le site de la Domus Augustana.  Il réussit à rapatrier une partie des sculptures du Palatin du musée des Thermes, devenu Musée national romain, et les expose dans un bâtiment initialement bâti en 1868 pour les sœurs de la Visitation sur l'emplacement de structures appartenant à l'ancien palais impérial de Dioclétien, à la jonction entre la Domus Flavia et la Domus Augustana. Les collections déménagent une nouvelle fois pour raison de sécurité pendant la Seconde Guerre mondiale, puis font l'objet d'un conflit entre le musée du Palatin et le Musée national romain, ce dernier souhaitant conserver en son sein les œuvres les plus belles. Le ministère de l'Éducation, tutelle des deux institutions, donne raison au Musée national romain, arguant que les visiteurs du Palatin s'intéressent avant tout au lieu, et seulement très secondairement au musée qu'il abrite. Le musée du Palatin n'expose donc plus que des matériaux très directement liés à l'histoire du Palatin.
La réorganisation du Musée national romain à la suite de la loi de 1981 sur le patrimoine archéologique de Rome débouche sur le rapatriement au musée du Palatin des sculptures qui y ont été trouvées. Le musée est entièrement réorganisé sous l'égide de la Surintendance des biens culturels pour présenter un panorama des goûts artistiques impériaux, d'Auguste à l'Antiquité tardive.

## Collections
Le bâtiment comprend deux étages de quatre pièces chacun. Le rez-de-chaussée est consacré au Palatin des origines à l'époque républicaine et le premier étage présente des œuvres d'époque impériale.

### Rez-de-chaussée
Les salles I au III montrent des objets en pierre (salle I) qui attestent d'une fréquentation humaine au Paléolithique moyen, poursuivie au Paléolithique supérieur. Les traces d'un village de huttes datant au moins du VIIIe siècle av. J.-C. ont également été retrouvées : ce sont des vases et autres ustensiles en impasto, de fabrication locale. Les salles comprennent également, entre autres  des maquettes de huttes, le contenu d'une tombe d'enfant datant du début du VIIe siècle av. J.-C. et un mur reconstituant la stratigraphie de la hutte A, c'est-à-dire les différentes découvertes classées des plus récentes aux plus anciennes, suivant la couche dans lesquelles elles ont été trouvées.
La salle IV porte sur les œuvres de l'époque archaïque et républicaine. Elle comprend notamment un autel de l'époque de Sylla dédié « à un dieu ou à une déesse », formulation vague que l'on retrouve ailleurs et qui vise probablement à cacher le vrai nom du dieu révéré à ses ennemis. Elle montre également plusieurs antéfixes en terre cuite polychrome de différentes époques, représentant Junon Sospita et peut-être Zeus et Apollon.

### Premier étage

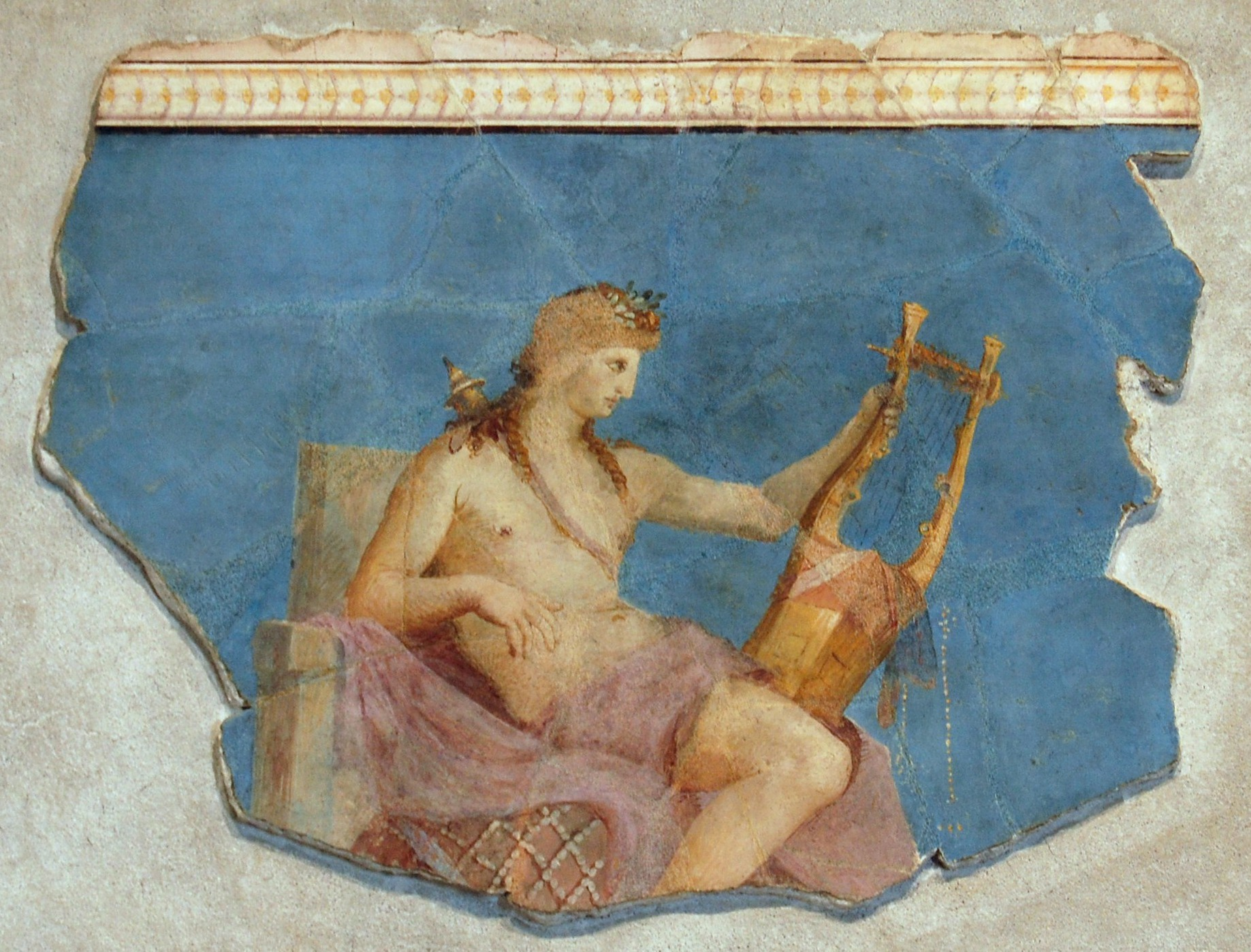
Apollon citharède, fresque découverte lors des fouilles des Scalae Ceci

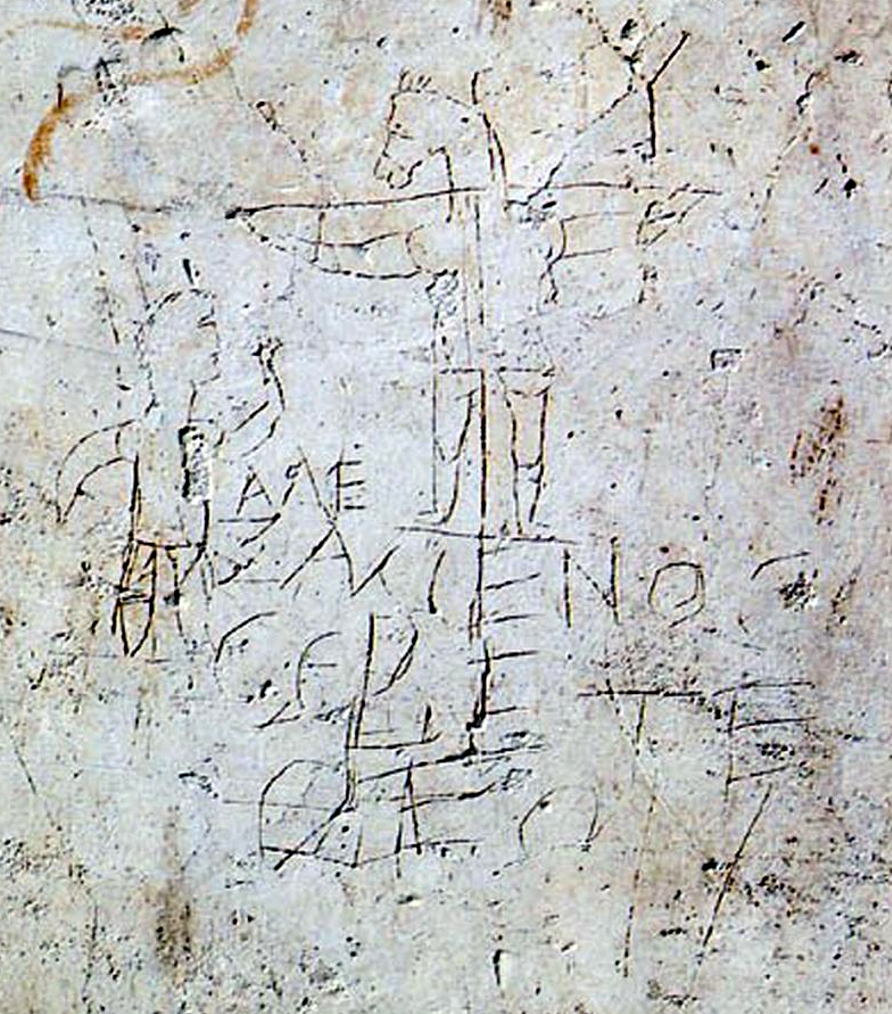
Graffiti d'Alexamenos, II, un âne crucifié et le commentaire « Alexamenos adore son Dieu » suggère que ce dessin raille un Romain converti au christianisme.

La salle V abrite des œuvres de l'époque d'Auguste. Parmi elles, une statue d'Hermès éclectique, empruntant aux sculpteurs grecs Lysippe et Polyclète, et une statue d'athlète victorieux en basalte, probablement commandée par Octave après la bataille d'Actium, témoignent des goûts classiques de la période. Des antéfixes et des plaques en bas-relief attestent de la poursuite de l'art de la terre cuite, hérité des Étrusques. Une fresque, mise au jour en 1950 pendant les fouilles des Scalae Caci, représente Apollon couronné de lauriers, assis sur un trône, la cithare à la main, à proximité de l'omphalos.
La salle VI montre des peintures et des décorations en opus sectile provenant de la Domus transitoria bâtie par Néron, et qui sera recouverte par la Domus Flavia.
Les salles VII à VIII rassemblent sur les œuvres des Julio-Claudiens jusqu'à la Tétrarchie. Elles comprennent plusieurs portraits, notamment de Néron, Agrippine la Jeune, Antonin le Pieux, Hadrien et Marc Aurèle.
On y trouve également le fameux graffiti d'Alexamenos découvert dans le pedagogium en 1856, transféré au musée Kircher puis au Musée national romain avant d'être restitué au musée du Palatin en 1946. Le dessin, grossier, représente un personnage à tête d'âne attaché à une croix et à sa gauche, un autre personnage, le bras levé. Les deux figures sont séparées par une inscription en grec, « Alexamenos adore son dieu ». L'œuvre, datée de la fin du  Ier siècle apr. J.-C. a suscité beaucoup de controverses. On considère généralement qu'il s'agit d'une moquerie à l'encontre de la pratique de l'onolâtrie d'un chrétien, réputé adorer un dieu à tête d'âne — rumeur que rapporte également Tertullien.
La salle IX est une galerie rassemblant des copies romaines d'originaux grecs, issus des palais impériaux du Palatin.
| Objet | Description | Origine et datation                                      |
| ----- | --- | -------------------------------------------------------- |
|       | Cabanes du Palatin Maquette en plâtre et bois (1950) des traces de cabanes ou huttes du VIIIe siècle av. J.-C. creusées dans le tuf de la colline du Palatin à Rome, découvertes en 1948 dans le voisinage du temple de Magna Mater. | Rome, Palatin Cabanes du VIIIe siècle av. J.-C.          |
|       | Tête d'une statue dionysiaque Terre cuite polychrome. | Rome, Palatin Vers -310/-290.                            |
| 12461 | Tête d'Aphrodite de Cnide Copie romaine d'après Praxitèle. | Rome, Palatin Époque impériale                           |
|       | Tête d'Aphrodite Sosandra Copie romaine de l'époque d'Hadrien d'après l'original grec attribué à Calamis Marbre grec des îles. Provenance : stade du Palatin, 1892.                                                                  | Stade du Palatin, Rome. Époque d'Hadrien. Vers 130.      |
|       | Tête d'une jeune princesse Peut-être la fille de Marc Aurèle, époque Antonine. | Stade du Palatin, Rome. Époque de Marc Aurèle. Vers 170. |
| 12456 | Tête d'Apollon Palatin Hauteur : 38 cm Marbre, copie romaine d'un original grec de la deuxième moitié du IVe siècle av. J.-C. | Palatin, Rome. Époque impériale.                         |